# Episodi di The Intern (prima stagione)
La prima stagione della serie televisiva The Intern, composta da 7 episodi, in cui l'episodio pilota è stato trasmesso in Francia il 3 febbraio 2015 sul canale France 3 ed i rimanenti episodi sono andati in onda dal 12 al 26 gennaio 2016.
In Italia la stagione è stata trasmessa dal 23 marzo al 6 aprile 2017 sul canale a pagamento Fox Crime, mentre l'episodio pilota è inedito.
| nº | Titolo originale     | Titolo italiano   | Prima TV Francia | Prima TV Italia |
| -- | -------------------- | ----------------- | ---------------- | --------------- |
| 1  | Pilote               | Pilot             | 3 febbraio 2015  | inedito         |
| 2  | La chair de ma chair | Legami di sangue  | 12 gennaio 2016  | 23 marzo 2017   |
| 3  | Bien d'exception     | Anomalie          | 12 gennaio 2016  | 23 marzo 2017   |
| 4  | Repose en paix       | Ombre dal passato | 19 gennaio 2016  | 30 marzo 2017   |
| 5  | Émanations           | Esalazioni        | 19 gennaio 2016  | 30 marzo 2017   |
| 6  | Pas de vagues        | Amnesia           | 26 gennaio 2016  | 6 aprile 2017   |
| 7  | Résidence surveillée | Demoni            | 26 gennaio 2016  | 6 aprile 2017   |